# Штрайх, Лев Александрович
Лев Александрович Штрайх (род. 15 июня 1998) — российский пловец в ластах, член сборной команды России по подводному спорту, многократный рекордсмен России на дистанции 200 метров в классических ластах среди мужчин, рекордсмен мира, Европы и России в смешанной эстафете 4 по 100 метров в классических ластах, чемпион мира и бронзовый призёр чемпионата мира 2018 года на дистанциях в классических ластах. На данный момент является начальником управления по организации спортивной деятельности Северо-Западного института управления Российской академии народного хозяйства и государственной службы при Президенте Российской Федерации.

## Биография
Воспитанник петербургской школы плавания «Локомотив», тренировался у Любови Анатольевны Косьяненко. В 2012 году стал серебряным призёром кубка СНГ в Минске на дистанции 50 метров в классических ластах среди юниоров, выполнив норматив кандидата в мастера спорта России с результатом 21,97 секунд.
В 2013 году в юниорской категории участвовал в кубках мира на дистанциях 50, 100 и 200 метров в классических ластах. На этапе Кубка мира во Франции Штрайх Лев занял второе место на 50 метров в классических ластах и третье место на 100 метров в классических ластах среди юниоров. Дебютировал на кубке СНГ среди юниоров, заняв два первых места на дистанциях 50 и 100 метров в классических ластах.
В 2014 году среди юниоров выиграл две золотые медали, две серебряные и бронзовую медаль на этапах и финалах кубка мира в Венгрии, Италии и Польше на дистанциях 50, 100 и 200 метров в классических ластах. На первенстве России среди юниоров завоевал бронзовую медаль на дистанции 50 метров классические ласты, став запасным на чемпионат мира среди юниоров.
В 2015 году дебютировал во всех соревнованиях в сезоне. На кубке России в городе Балаково Лев установил новый рекорд России среди юниоров на дистанции 50 метров в классических ластах — 19,90.
Стал абсолютным чемпионом Санкт-Петербурга и победителем первенства Санкт-Петербурга по скоростному плаванию на дистанциях: 50, 100 и 200 метров в классических ластах; 50, 100, 200 метров в ласте, а также 50 метрах ныряние в ласте, установив новый рекорд страны на дистанции 50 метров в классических ластах среди юниоров, превышающий рекорд мира, Европы и России — 19,76, но рекорд официально не был зафиксирован из-за низкого ранга соревнования. На этапе кубка мира 2015 года в Барселоне стал трёхкратным победителем среди юниоров на дистанциях 50, 100 и 200 метров в классических ластах, установив официальный рекорд России — 19,84, среди юниоров. Участвуя в первенстве России 2015 года в Санкт-Петербурге среди юниоров, Лев стал абсолютным чемпионом в классических ластах на дистанциях 50, 100 и 200 метров в классических ластах. На своей дистанции (50 метров в классических ластах) установил новый рекорд России, превышающей рекорд мира и Европы (рекорд мира и Европы на тот момент составлял — 19,79), проплыв 19,70 в предварительных заплывах и 19,78 в финальном заплыве. Выполнил норматив мастера спорта России международного класса на дистанциях 50 метров в классических ластах (19,70) и 100 метров в классических ластах (43,82) на первенстве России 2015 года в Санкт-Петербурге, но норматив не был присвоен, так как это был не международный старт.
На первенстве Европы 2015 года в Сербии, в городе Белград среди юниоров, попал в призовую тройку лишь на дистанции 200 метров плавание классических ластах. На финале Кубка мира 2015 года, в Египте, Каире среди юниоров одержал три победы на дистанциях от 50 метров до 200 метров в классических ластах. При этом Штрайх получил кубок лучшего спортсмена среди юниоров в классических ластах в мире этого года.
В конце ноября 2017 года принял участие в чемпионате Франции среди мужчин в городе Антиб, выступая за марсельский клуб Pays d’Aix Natation, где завоевал три награды высший пробы на дистанциях: 50, 100 и 200 метров в классических ластах. Принял участие в Кубке СНГ 2017 года, выиграв три золотые медали на дистанциях 50, 100 и 200 метров в классических ластах среди мужчин, установив при этом три рекорда соревнований.
16 июля 2018 года на чемпионате мира в Белграде завоевал золотую медаль в составе сборной команды России на смешенной эстафете 4 по 100 метров в классических ластах с результатом 2 минуты 58,04, установив при этом новый рекорд мира и Европы. 17 июля 2018 года на чемпионате мира в Белграде завоевал бронзовую медаль на дистанции 200 метров в классических ластах, показав результат 1 минута 36,12 секунд.
17 декабря в Комитете по физической культуре и спорту Санкт-Петербурга журналистам были представлены имена десяти лучших спортсменов и десяти лучших тренеров Санкт-Петербурга 2018 года — лауреатов награды Правительства города, почетного знака «Лучший в спорте Санкт-Петербурга». В десятку лучших спортсменов города вошел Штрайх Лев Александрович, а в десятку лучших тренеров города его тренер — Степанова Мария Павловна.
Окончил среднюю школу № 341 Невского района города Санкт-Петербурга с отличием (золотая медаль). Помещен на доску почета ГБОУ СОШ № 341. Окончил бакалавриат и магистратуру по направлению «менеджмент» на факультете экономики и финансов Северо-Западного института управления Российской академии народного хозяйства и государственной службы при Президенте Российской Федерациис отличием (красный диплом). Неоднократно был номинантом и победителем премии «ТОП № 50 студентов СЗИУ РАНХиГС». Победитель в номинации «Лучший в студенческом спорте» 2018 года РАНХиГС. Лучший выпускник СЗИУ РАНХиГС за 2020 год. Помещен на доску почета выпускников СЗИУ РАНХиГС, как лучший выпускник Академии. Имеет профессиональную переподготовку в направление — «тренер-преподаватель» по дисциплинам: плавание и хоккей. На данный момент является студентом аспирантуры Северо-Западного института управления Российской академии народного хозяйства и государственной службы при Президенте Российской Федерации.